# 1995 US8
1995 US8 är en asteroid i huvudbältet som upptäcktes den 27 oktober 1995 av de båda japanska astronomerna Seiji Ueda och Hiroshi Kaneda i Kushiro.